# Волзьке (Астраханська область)
Волзьке (рос. Волжское) — село у Нарімановському районі Астраханської області Російської Федерації.
Населення становить 3279 осіб (2014). Входить до складу муніципального утворення Волзька сільрада.

## Історія
Населений пункт розташований на території українського етнічного та культурного краю Жовтий Клин. Від 1931 року належить до Нарімановського району.
Згідно із законом від 6 серпня 2004 року органом місцевого самоврядування до 1 вересня 2016 року було Волзька сільрада.

## Населення
| 2002 | 2010  | 2013  | 2014  |
| ---- | ----- | ----- | ----- |
| 2847 | ↗3133 | ↗3223 | ↗3279 |